# Raión de Sochi
El raión de Sochi (del ruso: Сочинский район) fue una división administrativa del óblast de Kubán-Mar Negro, el óblast del Sudeste, el krai del Cáucaso Norte y el krai de Azov-Mar Negro de la República Socialista Federativa Soviética de Rusia de la Unión de Repúblicas Socialistas Soviéticas, que existió entre 1923 y 1934. Su centro administrativo era Sochi. 
Fue establecido el 26 de enero de 1923 como parte del ókrug del Mar Negro del óblast de Kubán-Mar Negro. Lo componían tres volosty, los de Ádler, Pilenkovo y Sochi. El 2 de junio de 1924 el óblast fue transformado en el óblast del Sudeste y el 16 de octubre del mismo año en el krai del Cáucaso Norte. A principios de 1925 en el raión se integraban la ciudad de Sochi y seis selsoviets: Adlerski, Batratski, Krasnopolianski, Loosko-Vólkovkski, Razdólnenski y Jostinski. El 31 de diciembre de 1928 del raión de Sochi se separaron los selsovets de Mikelrypsh, Pilenkovo, Psou y Jristoforovski, que pasaron a la República Socialista Soviética de Abjasia.
En 1930 el sistema de ókrugi fue suprimido en la URSS y el raión de Sochi pasó a estar subordinado directamente del krai del Cáucaso Norte y pasó a formar parte del krai de Azov-Mar Negro el 10 de enero de 1934. El 5 de mayo de ese mismo año, parte de su territorio pasó a formar parte del municipio de la ciudad de Sochi, la capitalidad del raión pasaría a Ádler y con el resto del territorio se creó el raión de Ádler (actual distrito de Ádler).